# François Braekman
François Braekman (Anderlecht, 22 november 1919 - aldaar, 22 augustus 2007) was een Belgische atleet, die was gespecialiseerd in de sprint en het verspringen. Hij nam eenmaal deel aan de Europese kampioenschappen en behaalde in twee disciplines drie Belgische titels.

## Biografie
Braekman was net als zijn bekendere tweelingbroer Pol eerst voetballer bij Union Sint Gillis. Hij veroverde in 1943 en 1945 twee opeenvolgende Belgische titels in het verspringen. In 1945 behaalde hij ook de titel op de 100 m.
In 1946 nam Braekman deel aan de Europese kampioenschappen in Oslo. Hij werd uitgeschakeld in de reeksen van de 200 m en veroverde een zesde plaats op de 4 x 100 m estafette, tezamen met zijn teamgenoten Herman Kunnen, Fernand Bourgaux en zijn broer Pol.
Braekman was aangesloten bij de club Union Sint-Gillis.
Braekman was na zijn actieve carrière sportjournalist bij La Dernière Heure/Les Sports.

## Belgische kampioenschappen
| Onderdeel   | Jaar       |
| ----------- | ---------- |
| 100 m       | 1945       |
| verspringen | 1943, 1945 |

## Palmares

### 100 m
- 1945:  BK AC - 11,0 s

### 200 m
- 1948: 4e in reeks EK in Oslo - 22,6 s

### verspringen
- 1943:  BK AC - 6,78 m
- 1945:  BK AC - 6,56 m

### 4 x 100 m
- 1946: 6e EK in Oslo - 43,5 s